# Przegonia
Przegonia (niem. Heidekrug) – osada w Polsce położona w województwie zachodniopomorskim, w powiecie białogardzkim, w gminie Białogard. W latach 1975–1998 osada należała do województwa koszalińskiego. W roku 2007 osada liczyła 107 mieszkańców. Osada wchodzi w skład sołectwa Byszyno.

## Geografia
Osada leży ok. 1 km na wschód od Byszyna, przy drodze wojewódzkiej nr 163, ok. 1,5 km od jeziora Rybackiego. W okolicy występują torfowiska wysokie.

## Zabytki i ciekawe miejsca
Obok stacji "Auto Gaz ELBO" znajduje się stary młyn.

## Przyroda
W lesie znajdują się stanowiska sowy.

## Gospodarka
Jest tutaj również zajazd oraz parking. 

## Komunikacja
W osadzie znajduje się przystanek komunikacji autobusowej.